# Syrmaticus
Syrmaticus – rodzaj ptaków z podrodziny bażantów (Phasianinae) w rodzinie kurowatych (Phasianidae).

## Zasięg występowania
Rodzaj obejmuje gatunki występujące w Azji.

## Morfologia
Długość ciała samic 50–150 cm (ogon 14–45 cm), samców 80–210 cm (ogon 39–160 cm); masa ciała 650–1529 g.

## Systematyka

### Etymologia
- Syrmaticus: gr. συρμα surma, συρματος surmatos „teatralna szata z długim trenem, coś wleczonego, ciągnionego za sobą”[11].
- Graphephasianus (Graphophasianus): gr. γραφη graphē „rysunek, grawerunek”, od γραφω graphō „rysować”; φασιανος phasianos „bażant”[11]. Gatunek typowy: Phasianus soemmerringii Temminck, 1830.
- Calophasis (Callophasis, Calcophasis): gr. καλος kalos „piękny”; nowołac. phasis „bażant”, od średniowiecznołac. phasis avis „bażant”[11]. Gatunek typowy: Phasianus ellioti Swinhoe, 1872.
- Cyanophasis: gr. κυανος kuanos „ciemnoniebieski”; nowołac. phasis „bażant”, od średniowiecznołac. phasis avis „bażant”[11]. Gatunek typowy: Calophasis mikado Ogilvie-Grant, 1906.
- Neocalophasis: gr. νεος neos „nowy, dziwny”; rodzaj Calophasis Elliot, 1872 (bażant)[11]. Gatunek typowy: Calophasis mikado Ogilvie-Grant, 1906.

### Podział systematyczny
Do rodzaju należą następujące gatunki:
- Syrmaticus soemmerringii (Temminck, 1830) – bażant japoński
- Syrmaticus reevesii (J.E. Gray, 1829) – bażant królewski
- Syrmaticus mikado (Ogilvie-Grant, 1906) – bażant tajwański
- Syrmaticus ellioti (Swinhoe, 1872) – bażant kasztanowaty
- Syrmaticus humiae (Hume, 1881) – bażant birmański